# Peter Lepeniotis
Peter Lepeniotis (Guelph, 1965) è un regista, sceneggiatore e produttore cinematografico canadese.

## Biografia
Peter Lepeniotis è un animatore, regista, sceneggiatore e produttore canadese noto soprattutto per Nut Job e Nut Job 2.

## Filmografia

### Animatore
- Casper regia di Brad Silberling (1995)
- Toy Story 2 - Woody e Buzz alla riscossa regia di John Lasseter (1999)
- Dinosauri regia di Ralph Zondag (2000)
- Piccolo grande eroe regia di Colin Brady (2006)
- Mamma, ho scoperto gli gnomi! (2017)
- PAW Patrol - Il film regia di Cal Brunker (2021)

### Regista
- Surly Squirrel (2005)
- Nuts & Robbers (2011)
- Nut Job - Operazione noccioline (2014)
- Mamma, ho scoperto gli gnomi! (2017)
- Zombie town (2023)

### Sceneggiatore
- Surly Squirrel (2005)
- Nuts & Robbers (2011)
- Nut Job - Operazione noccioline (2014)
- Zombie town (2023)

### Supervisore agli effetti visivi
- Casper regia di Brad Silberling (1995)
- Dinosauri regia di Ralph Zondag (2000)